# Soleichthys heterorhinos
Soleichthys heterorhinostừ phía Đông Ấn Độ Dương và Tây Thái Bình Dương. Nó đôi khi thâm nhập vào thị trường cá cảnh. Nó phát triển đến một kích thước 18 cm.